# 12863 Whitfield
12863 Whitfield eller 1998 KE48 är en asteroid i huvudbältet som upptäcktes den 22 maj 1998 av LINEAR i Socorro County, New Mexico. Den är uppkallad efter Meghan Elizabeth Whitfield.
Asteroiden har en diameter på ungefär 3 kilometer.